# こども家庭庁設置法
こども家庭庁設置法（こどもかていちょうせっちほう、令和4年6月22日法律第75号）は、こども家庭庁の設置ならびに任務およびこれを達成するため必要となる明確な範囲の所掌事務を定めるとともに、その所掌する行政事務を能率的に遂行するため必要な組織を定めることに関する日本の法律である。
2022年（令和4年）6月22日に公布され、2023年（令和5年）4月1日に施行された。

## 構成
- 第1章 総則（第1条）
- 第2章 こども家庭庁の設置並びに任務及び所掌事務等
  - 第1節 こども家庭庁の設置（第2条）
  - 第2節 こども家庭庁の任務及び所掌事務等（第3条 - 第5条）
- 第3章 こども家庭庁に置かれる機関
  - 第1節 審議会等（第6条・第7条）
  - 第2節 特別の機関（第8条）
- 第4章 雑則（第9条）
- 附則

## 立法経緯

### 法案提出と審議経緯
- 2022年5月13日、衆議院内閣委員会で自由民主党、公明党、国民民主党の賛成多数で可決された[3]。
- 同年5月17日、衆議院本会議で自由民主党、公明党、国民民主党の賛成多数で可決された[4]。
- 同年6月14日、参議院内閣委員会で自由民主党、公明党、国民民主党の賛成多数で可決された[5]。
- 同年6月15日、参議院本会議で可決され、成立した[6]。